# تلقي هاروكانا
تلقي هاروكانا (بالإنجليزية: Harukana Receive)‏ هي سلسلة مانغا يابانية نشرت في أغسطس 2015 حتى سبتمبر 2020،تم تحويلها لمسلسل أنمي من إنتاج إستوديو سي 2 سي عرض في 6 يوليو حتى 21 سبتمبر 2018.